# Клебер (станция метро)
Клебер (фр. Kléber) — станция линии 6 Парижского метрополитена, используемая также как пункт отстоя некоторых составов, курсирующих по данной линии, так как фактическая конечная станция Шарль де Голль — Этуаль для данной линии располагается на разворотной петле. Названа в честь Жана-Батиста Клебера, французского генерала эпохи Французской революции и Наполеоновских войн.

## История
- Станция открылась 2 октября 1900 года как часть ответвления от линии 1, построенного ко Всемирной выставке 1900 года и позднее ставшего линией 2 Юг (фр. Ligne 2 Sud). 14 октября 1907 года этот участок вошёл в состав линии 5, а 6 октября 1942 года перешёл в состав линии 6.
- Пассажиропоток по станции по входу в 2011 году, по данным RATP, составил 1 150 016 человек[2]. В 2013 году этот показатель вырос до 1 260 051 пассажиров (286 место по входному пассажиропотоку в Парижском метро)[3]

## Путевое развитие
На станции два главных пути раздваиваются в четыре, между средними путями имеется пошёрстный съезд. На перегоне Клебер — Буасьер параллельно пути движения в направлении к Насьону имеется вытяжной тупик для отстоя поездов. В северной горловине станции располагается сложная развязка, заканчивающаяся разворотной петлёй следующей на линии станции.

## Галерея

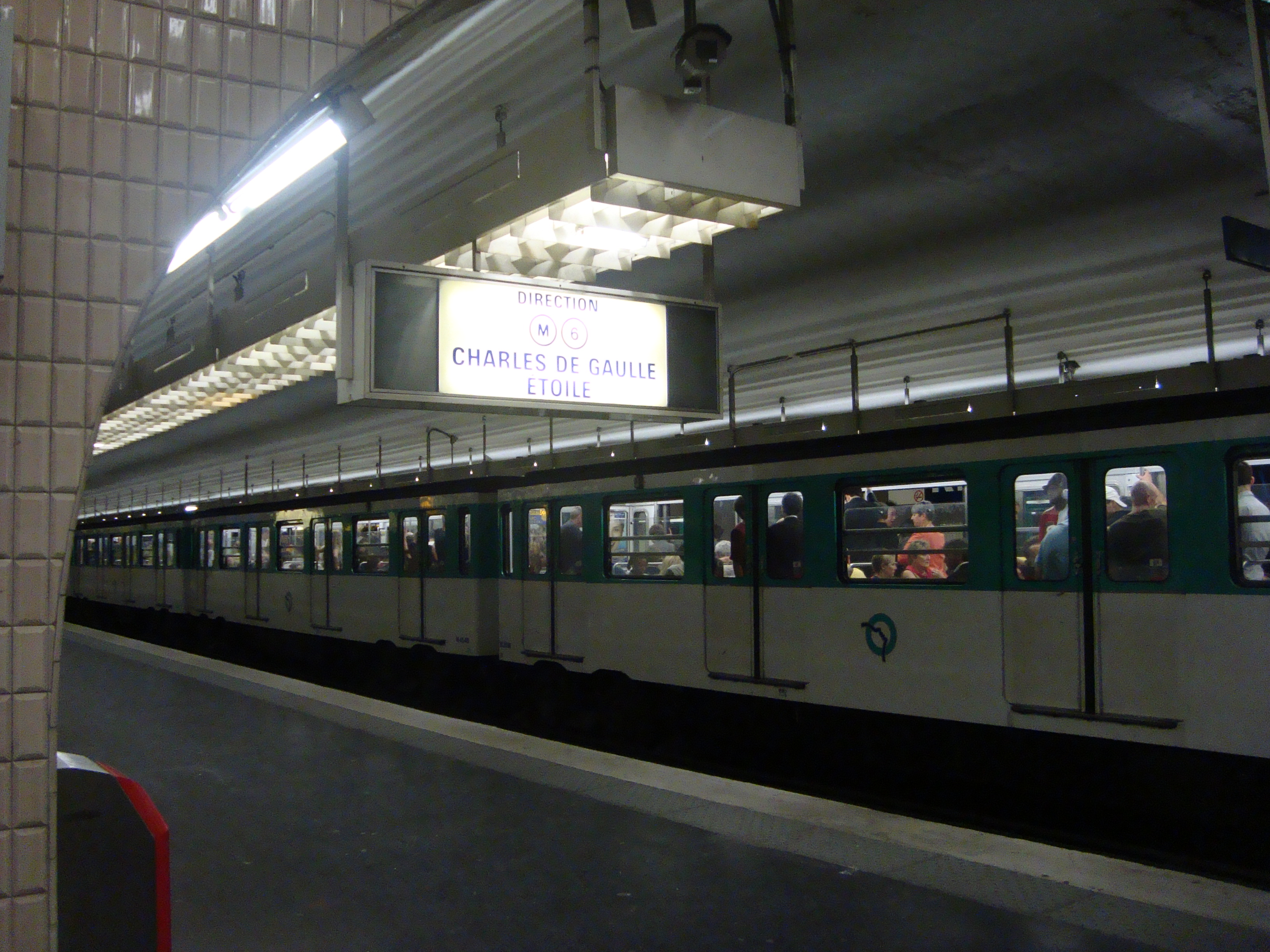
Платформы
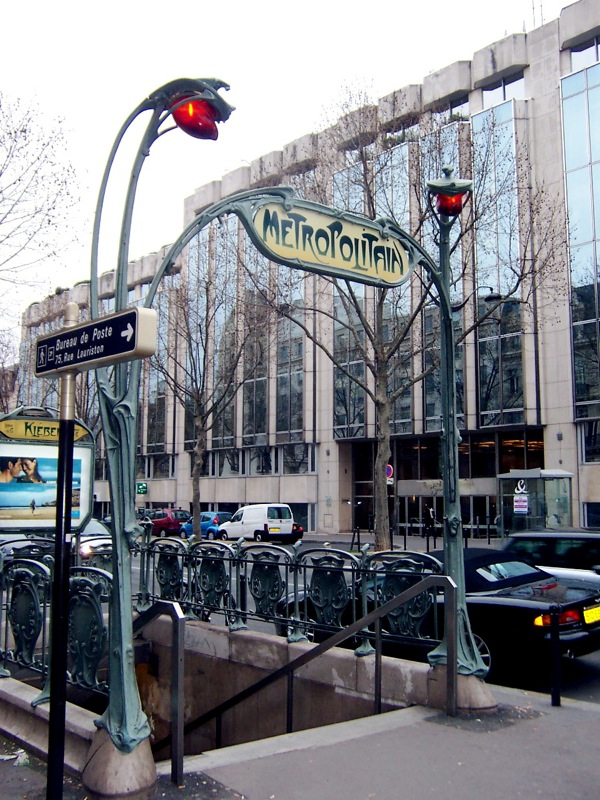
Лестничный сход, оформленный в стиле Эктора Гимара